# Єрванд I
Єрванд (Оронт) I (*Երուանդ Ա, д/н — бл. 344 до н. е.) — сатрап Вірменії у 401—357 і 355—344 роках до н. е., сатрап Мізії у 362—360 роках до н.е. Засновник Другої династії Єрвандідів (Оронтидів) в Вірменії, Софені та Малій Вірменії.

## Життєпис
Походження його достеменно невідомо. Син Арташира, що напевне мав бактрійське походження, здобув повагу царя Дарія II. У 401 році до н. е. Єрванд призначений сатрапом Вірменії і Софени. Того ж року брав участь у битві при Кунаксі на боці Артаксеркса II проти його брата Кіра Молодшого. Саме відносно до цієї події вперше письмово згадується — в «Анабасісі» Ксенофонта. Невдовзі оженився на доньці царя царів.
У 385 році до н. е. разом з Тірібазом очолював перські війська у поході проти Евагора I, царя Саламіну, що підкорив майже весь Кіпр. По прибуттю на острів став інтригувати проти Тірібаза, маючи намір одноосібно очолити війська й здобути перемогу над кіпріотами. Втім ці конфлікти призвели до розгардіяшу в керуванні перським військом. Зрештою опинився в украй складній ситуації, з якої Єрванда врятувало прибуття підкріплення. Зрештою 376 року до н. е. уклав мирний договір з Евагором I, за яким той зберіг свої володіння. Такі дії Єрванда викликали невдоволення Артаксеркса II.
У наступні роки фактично опинився в опалі. Тому через декілька років після початку 372 року до н. е. Великого повстання сатрапів доєднався до нього. Приводом для цього було призначення його сатрапом Мізії замість Вірменії. Втім, коли саме це сталося, невідомо. Можливо, це відбулося після загибелі Датама у 362 році до н. е. Але вже 360 року до н. е. Єрванд перейшов на бік перського царя. У 357 році до н. е. Єрванд знову підняв заколот проти царя, невдовзі за цим до 355 року до н. е. його знову було призначено сатрапом Вірменії.
Останні роки присвятив керуванню вірменською сатрапією. Про цей період практично нічого невідомо. Помер близько 344 року до н. е. Його замінив представник династії Ахеменідів Дарій Кодоман.